# Norops serranoi
Norops serranoi är en ödleart som beskrevs av  Köhler 1999. Norops serranoi ingår i släktet Norops och familjen Polychrotidae. Inga underarter finns listade i Catalogue of Life.